# 555
Het jaar 555 is het 55e jaar in de 6e eeuw volgens de christelijke jaartelling.

## Gebeurtenissen

### Europa
- Koning Chlotarius I lijft de Frankische gebieden van Austrasië in bij zijn koninkrijk, nadat zijn achterneef Theudowald is overleden. Zijn weduwe Waldrada wordt gedwongen met hem te trouwen, maar het huwelijk wordt later ontbonden onder druk van de Kerk.

### Azië
- Het Khanaat Rouran wordt verslagen door de Göktürken en ingelijfd bij het Göktürkse Rijk. De Avaren slaan op de vlucht naar het westen.

### Religie
- 7 juni - Paus Vigilius overlijdt in Syracuse (Sicilië) op zijn reis terug naar Rome.

## Geboren
- Gaugericus, bisschop van Kamerijk (waarschijnlijke datum)
- Khadija, echtgenote van Mohammed (waarschijnlijke datum)
- Wendelinus, Schots monnik (waarschijnlijke datum)

## Overleden
- Helerius, heremiet
- Theudowald, koning van Austrasië
- Thien Bao, keizer van Vietnam
- 7 juni - Vigilius, paus van de Katholieke Kerk